# Комар, Виктор Григорьевич
Ви́ктор Григо́рьевич Кома́р (29 сентября 1913 — 24 июня 2014) — советский и российский учёный, изобретатель, доктор технических наук, профессор. Заслуженный деятель науки и техники РСФСР.

## Биография

### Ранние годы
Родился 29 сентября 1913 года в городе Сызрань в семье учителя. Учился в московской школе. Электротехническое образование получил, окончив Московский электротехнический техникум им. Красина.
С 1930 по 1937 годы работал на Московском трансформаторном заводе.
В 1930 году Виктор Григорьевич поступил на вечернее отделение Московского индустриального института, во время его учёбы вошедшего в Московский энергетический институт, который Комар и закончил.

### Работа в кинематографии
Работал в отрасли кинематографических технологий с 1937 года, начав свою карьеру с должности старшего инженера в НИИ киностроительства. На протяжении 74 лет (с 1939 до 2014) являлся сотрудником Научно-исследовательского кинофотоинститута (НИКФИ).
Окончив кинотехническое училище, Комар присоединился к коллективу НИКФИ и приступил к научно-исследовательской работе. В период с 1950 по 1981 годы В. Г. Комар осуществлял научное руководство институтом, работая директором, заместителем директора по научной работе, а с 1964 по 1986 годы одновременно руководил лабораторией стереокинематографии, за чью деятельность в 1991 г. НИКФИ была вручена премия Американской киноакадемии «Оскар» за технические достижения 1990 года в области объёмного кинематографа.

### Смерть
Виктор Григорьевич Комар умер 24 июня 2014 года. Он похоронен на Ваганьковском кладбище.

### Семья
Брат — Евгений Григорьевич Комар.

## Основные изобретения и научные работы
При непосредственном участии Виктора Григорьевича были разработаны и внедрены в производство приборы и аппараты для изготовления кинофильмов, их демонстрации, системы широкоэкранного, широкоформатного и стереоскопического кинематографа.
Был признан вклад В. Г. Комара в создание широкоформатной кинематографической системы IMAX. Благодаря проведённым им исследованиям и теоретическим расчётам впервые в мире была разработана технология цифровой стереосъёмки кукольной анимации одним фотоаппаратом, по которой в НИКФИ был создан первый в мире кукольный фильм в формате IMAX.
Также им были разработаны принципы голографического кинематографа.
Комар неоднократно выступал с докладами на научных конференциях по всему миру, читал лекции в советских и российских ВУЗах, подготовил множество кандидатов технических наук. Его деятельность получила признание и за рубежом. Он был избран почётным членом Американского общества инженеров кино и телевидения (SMPTE), Английского общества инженеров кино, телевидения и звука (BKSTS), Международного Союза кинотехнических ассоциаций (UNIATEC). В 2003 году он был избран почётным заместителем генерального директора Международного биографического центра.

## Награды и звания
- орден «За заслуги перед Отечеством» IV степени (21 октября 2009) — за большой вклад в развитие отечественной кинематографии и многолетнюю плодотворную научную деятельность[7]
- орден Почёта (27 декабря 1999) — за заслуги перед государством, высокие достижения в производственной деятельности и большой вклад в укрепление дружбы и сотрудничества между народами[8]
- орден Трудового Красного Знамени (1971)
- орден Красной Звезды (14 апреля 1944) — за успешную работу в области советской кинематографии в дни Отечественной войны и выпуск высокохудожественных кинокартин[9]
- медали
- Заслуженный деятель науки и техники РСФСР
- Почётная грамота Верховного Совета РСФСР
- Также Комару были вручены  английский орден «За Заслуги» (2001), он стал лауреатом Национальной кинематографической премии «Ника» (2003, за вклад в кинематографические науки, критику и образование)[10].